# Louis Patouillet
Pour les articles homonymes, voir Patouillet.
Louis Patouillet est un jésuite français, né à Dijon le 31 mars 1699 et mort à Avignon le 28 août 1779. Il est plus célèbre par les sarcasmes de Voltaire que par ses écrits.

## Biographie

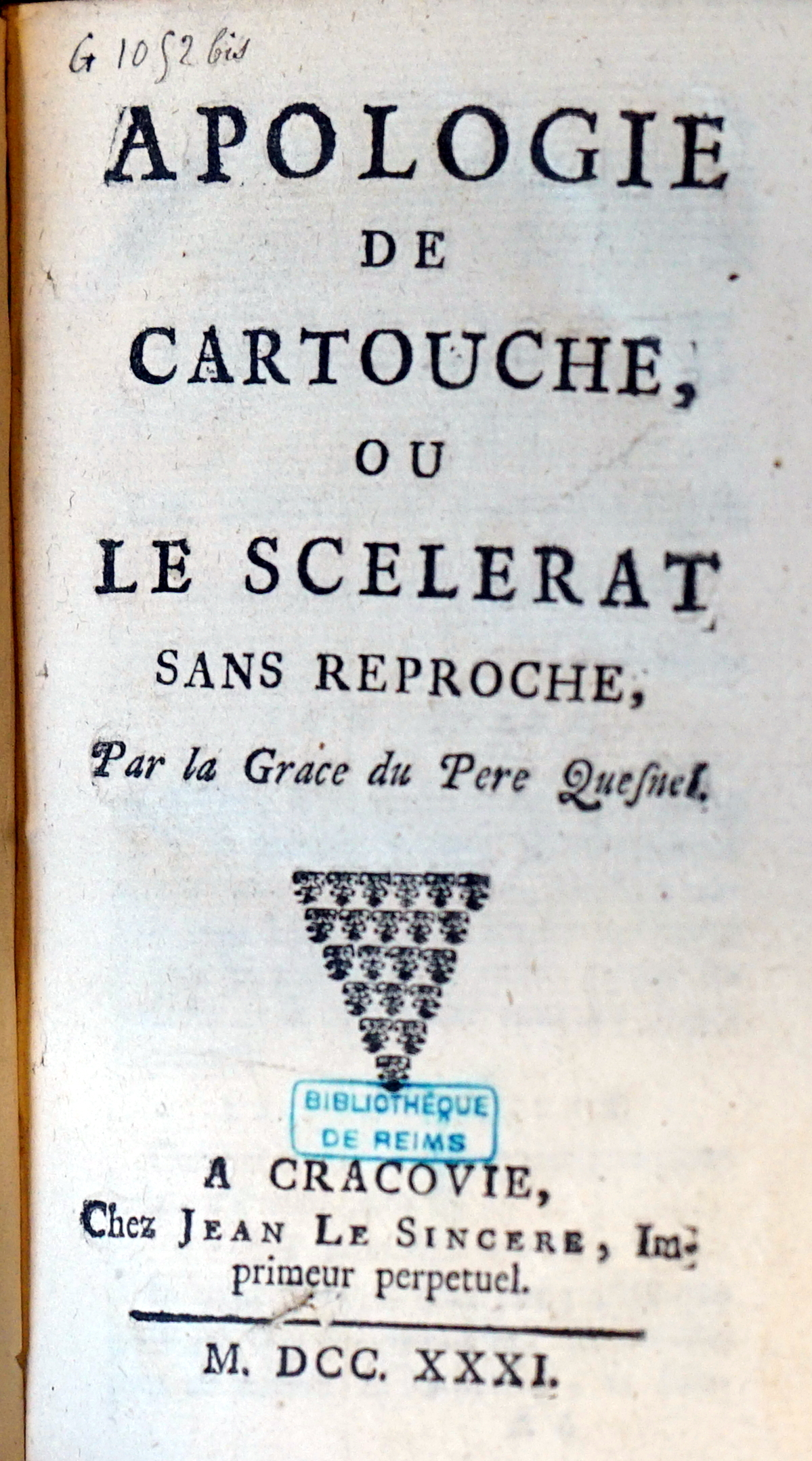
Apologie de Cartouche ou le scélérat sans reproche

Il fait ses études dans la capitale de la Bourgogne, y reçoit les leçons du Père François Oudin, entre dans l’ordre des jésuites et enseigne la philosophie à Laon et à Nancy. 
Tout en préparant ses cours, il s’exerce à aborder l’éloquence de la chaire et prêche avec un certain succès devant le roi Stanislas et sa cour. Alors paraissent quelques écrits de lui. Ses débuts ont lieu dans la poésie. Il chante le mariage du roi Louis XV en 1725 et, un peu plus tard, en 1729, il célèbre la convalescence du même monarque. 
Puis il publie successivement, sous le voile de l’anonyme : une Apologie de Cartouche (1730) ; des Progrès du jansénisme (1743) ; une Lettre sur l’Art de vérifier les dates (1731) ; une Histoire du pélagianisme (1763) ; des Entretiens d’Anselme et d’Isidore (1756) ; une Lettre d'un ecclésiastique à l’éditeur des œuvres de Messire Antoine Arnauld (1759) ; une Lettre sur le livre du Père Norbert (1745). 
Dans le courant de l’année 1749, le Père Patouillet est chargé de remplacer Jean-Baptiste Du Halde, préposé à la publication des Lettres édifiantes et curieuses. Deux volumes sont imprimés sous la nouvelle direction. 
Les ouvrages du Père Patouillet lui ont acquis une certaine renommée dans le parti qu’il représente. Malgré cela, un de ses livres : Dictionnaire des livres jansénistes (1752, 4 vol. in-12), est désapprouvé par la congrégation de l’index, à cause de l’application trop étendue de l’épithète de janséniste, qu’il a adressée notamment à Madame de Sévigné. La brochure sur la Réalité du projet de Bourg-Fontaine ne doit pas être attribuée au Père Patouillet, mais bien au Père Sauvage, Lorrain.
Aujourd’hui, on est à peu près certain qu’il aida l’archevêque de Paris, Christophe de Beaumont, dans la polémique que ce prélat soutint contre les philosophes, notamment contre Jean-Jacques Rousseau. Patouillet avait un style vif, éminemment propre à la discussion et à la bataille. Pour nous servir d’une expression vulgaire, il emportait « la pièce et le morceau ». Aussi, recherchait-on le secours de son talent, qui était réel, et de sa science, qui était très sûre. 
M. de Beaumont se tourna contre lui, car il fut cause qu’on ordonna au Père Patouillet de quitter la capitale. Il s’en alla porter un peu partout ses pas errants. Ses ouvrages lui avaient créé de nombreux amis. Il se rendit chez Louis-François-Gabriel d'Orléans de La Motte, évêque d’Amiens ; puis, de là, chez l’évêque d’Uzès, Bonaventure Baüyn. Ces deux représentants des hautes dignités ecclésiastiques l’accueillirent avec beaucoup de bienveillance. 
On assure que le jésuite ne fut pas ingrat et qu’il aida ses bienfaiteurs dans plusieurs des travaux inhérents à leur charge, tels que les mandements, les lettres pastorales, etc. On ne doit pas cependant faire incomber à sa mémoire un certain document dû à la plume et au zèle peut-être un peu exagéré, mais, à coup sûr, donnant prise à la raillerie, de Jean-François de Montillet de Grenaud, archevêque d’Auch.
Le Père Patouillet finit par se retirer à Avignon, où il mourut à quatre-vingt ans.

## Source
« Louis Patouillet », dans Pierre Larousse, Grand dictionnaire universel du XIXe siècle, Paris, Administration du grand dictionnaire universel, 15 vol., 1863-1890 [détail des éditions].